# Magic Lantern
Magic Lantern (doslova „kouzelná lampa“) je rozšiřující firmware pro digitální fotoaparáty (zrcadlovky a bezzrcadlovky – EOS M) značky Canon. Rozšiřuje možnosti základního firmwaru o funkce usnadňující fotografování a natáčení videa. Jedná se o svobodný a otevřený software.
Výhodou firmwaru je, že se načítá z paměťové karty a nenahrazuje původní firmware, nýbrž běží ve fotoaparátu souběžně s ním. Magic Lantern je tak jednoduše odstranitelná a používání tohoto firmwaru nenese příliš velké riziko poškození fotoaparátu. Samotná společnost Canon zaujala k firmwaru neutrální stanovisko – ohledně záruky se vyjádřila v tom smyslu, že originální záruka na fotoaparát nepokrývá škody způsobené přímo užíváním neoriginálního firmwaru, nicméně firmware neovlivňuje záruku na hardware (např. vadná tlačítka či displej).

## Vývoj
Firmware byl původně napsán v roce 2009 pro fotoaparát Canon EOS 5D Mark II poté, co Trammell Hudson dokázal pomocí reverzní inženýrství rozluštit kód originálního firmwaru. V roce 2010 následovala podpora pro model Canon EOS 550D. Nástroje byly původně určeny pro natáčení videa, ale své uplatnění posléze nalezly i v klasické fotografii. 
V září 2010 byly vydány verze pro fotoaparáty Canon EOS 50D, 60D, 500D a 600D. Za nimi stál už současný vývojář firmwaru působící pod přezdívkou A1ex.

## Podpora

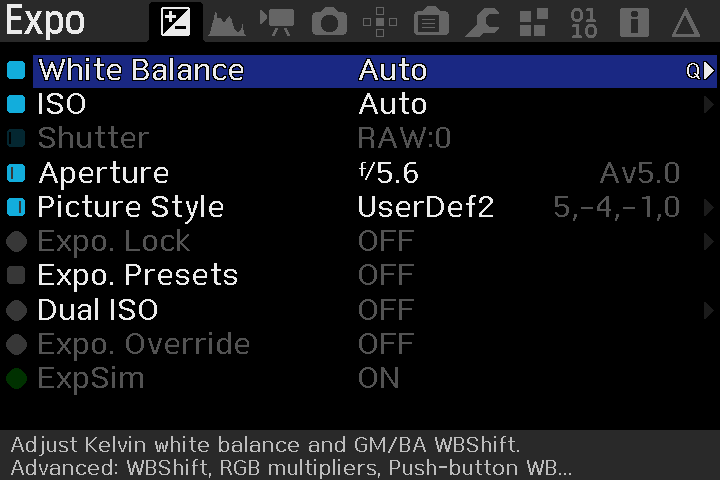
Screenshot nabídky

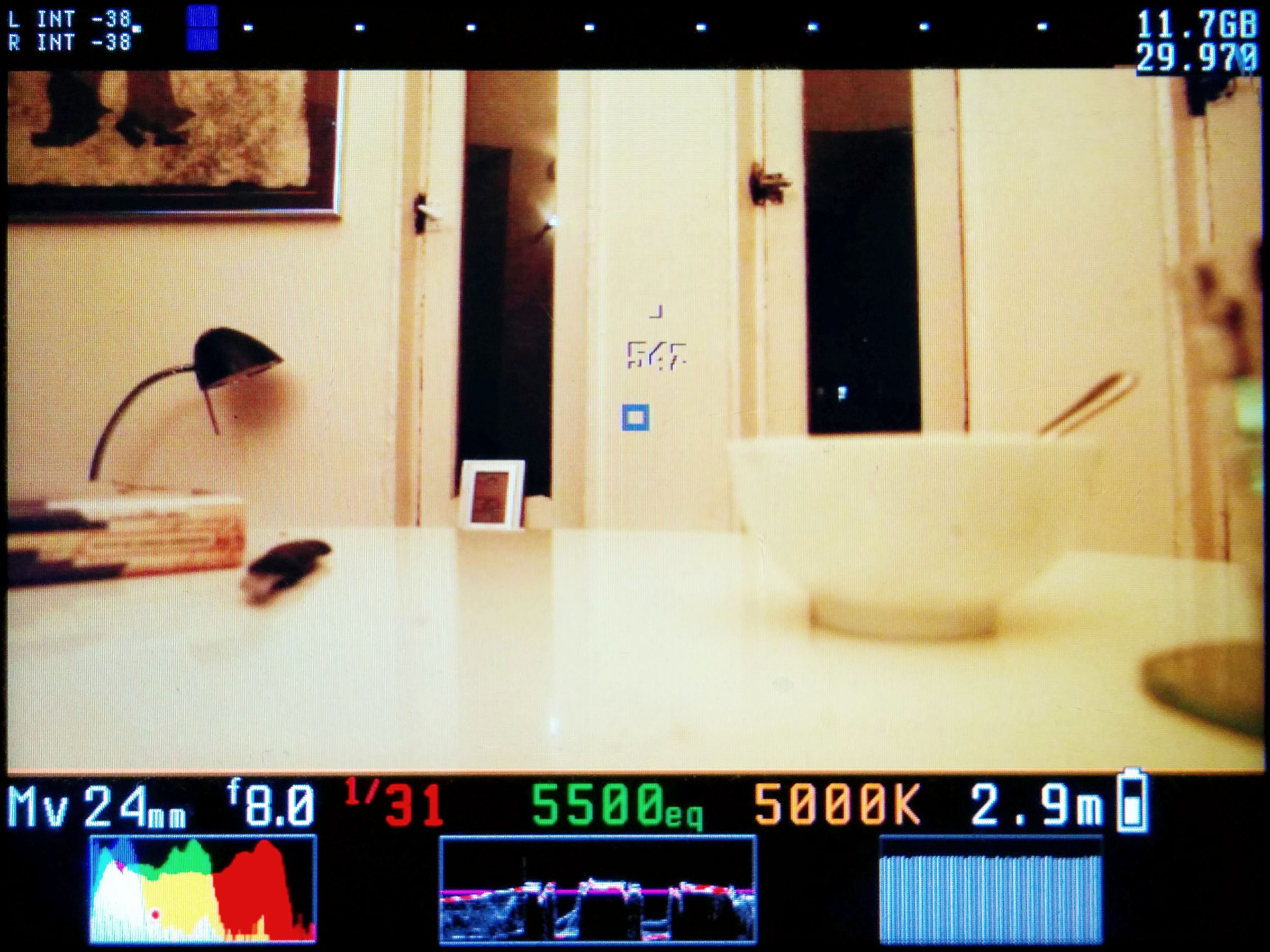
Živý náhled s překryvnými prvky – histogramem, údaji o expozici, vektorskopem aj.

Magic Lantern má verze pro fotoaparáty Canon EOS 5D, 5D Mk II, 5D Mk III, 6D, 7D, Canon EOS 50D, 60D, 60Da, 500D,  550D, 600D, 650D, 700D, 1100D, 100D a bezzrcadlovku EOS M. Ostatní bezzrcadlovky nejsou podporovány, jelikož se jejich originální firmware podobá spíše firmwaru kompaktních fotoaparátů Canon PowerShot než firmwaru digitálních zrcadlovek řady Canon EOS.
Firmware není podporován ani na nových zrcadlovkách (vyrobených po roce 2014).

## Funkce
Mezi rozšířující funkce, které Magic Lantern nabízí, patří:
- pokročilé ovládání audia, měření hladiny zvuku, měření pomocí A/V kabelu
- Video: High Dynamic Range Imaging (HDR video), nastavení přenosové rychlosti a snímkové frekvence
- přesné nastavení citlivosti ISO, vyvážení bílé a nastavení clony a expozičního času
- pokročilé zobrazení zeber (šrafování), nepravých barev, histogramu, ostřícího bodu; vektorskop, waveform
- pokročilá nastavení ostření a zoomu, přeostřování v průběhu natáčení videa, detekce pohybu
- automatický bracketing, bracketing zaostření (focus stacking)
- intervalometr (využití na časosběr), bulb (možnost nastavení velmi dlouhých expozičních časů – až 8 hodin), proměnný expoziční čas
- vlastní ořezové značky a překryvná grafika
- manuální ostření na displeji a hloubka ostrosti
- detailní informace o teplotě čipu, celkovém počtu pohybů závěrky, běžících procesech
- nastavitelné menu a mód Program (P) a skriptování